# Web3
Web3 — концепция следующего поколения Интернета, основанного на блокчейне, что позволяет добиваться децентрализации. Основное отличие Web3 от Web2.0 — децентрализация, когда пользователи сами владеют и контролируют различные интернет-ресурсы, а не обращаются к услугам гигантских монополий. Термин был изначально введён со-владельцем Ethereum Гэвином Вудом в 2014 году, и начиная с 2021 года идея становилась всё более популярной среди энтузиастов в сфере криптовалюты, крупных технологических корпораций и фирм венчурного капитала. Впервые концепты того, как должна работать новая версия, были представлены в 2013 году. Критики, в числе которых энтузиаст в сфере криптовалюты и миллиардер Джек Дорси, отмечают, что, несмотря на заявленную децентрализацию и независимость от крупных технологических компаний, пользователи по факту не будут владеть Интернетом, вместо них это будут делать крупные фирмы венчурного капитала.

## Предыстория
Веб 1.0 и Веб 2.0 относятся к эпохам в истории Всемирной паутины, когда она развивалась с помощью различных технологий и форматов. Веб 1.0 относится к периоду с 1991 по 2004 год, когда большинство веб-сайтов представляли собой статичные веб-страницы, а подавляющее большинство пользователей были потребителями, а не производителями контента. Веб 2.0 основан на идее «веб как платформа» и сосредоточен на пользовательском контенте, загружаемом в социальные сети, блоги и вики, среди прочих сервисов. Принято считать, что Веб 2.0 начался около 2004 года и продолжается по сей день.

## Терминология
Web3 отличается от концепции семантической паутины Тима Бернерса-Ли 1999 года. В 2006 году Тим Бернерс-Ли описал семантическую паутину как компонент Web 3.0.
Термин Web3 придумал основатель Polkadot и соучредитель Ethereum Гэвин Вуд в 2014 году, говоря о «децентрализованной онлайн-экосистеме на основе блокчейна». В 2021 году идея Web3 приобрела популярность. Особый интерес вспыхнул к концу 2021 года, во многом благодаря интересу со стороны криптовалютных энтузиастов и инвестициям со стороны высокопоставленных технологов и компаний. Руководители венчурной фирмы Andreessen Horowitz в октябре 2021 года приехали в Вашингтон, чтобы лоббировать эту идею как потенциальное решение вопросов регулирования интернета, над которыми ломают голову политики.
Некоторые авторы, говоря о децентрализованной концепции, обычно известной как «Web3», используют термин «Web 3.0», что приводит к некоторой путанице между этими двумя понятиями. Более того, некоторые представления о Web3 также включают идеи, связанные с семантической паутиной.

## Концепция
Конкретные видения Web3 различаются, и Bloomberg назвал этот термин «туманным», но они вращаются вокруг идеи децентрализации и часто включают технологии блокчейн, такие как различные криптовалюты и NFT. Bloomberg описал Web3 как идею, которая «встроит финансовые активы в форме токенов во внутреннюю работу почти всего, что вы делаете в интернете». Некоторые видения основаны на концепции децентрализованных автономных организаций. Децентрализованные финансы — ещё одна ключевая концепция; в ней пользователи обмениваются валютой без участия банков или правительства. Самостоятельная идентификация (англ. Self-sovereign identity) позволяет пользователям идентифицировать себя, не полагаясь на систему аутентификации, такую как OAuth, в которой для оценки личности необходимо связаться с доверенной стороной. Технологические ученые утверждают, что Web3, скорее всего, будет работать в тандеме с сайтами Веб 2.0, причем сайты Веб 2.0, вероятно, примут технологии Web3, чтобы сохранить актуальность своих услуг.

## Оценки
Специалисты и журналисты описывали Web3 как возможное решение проблемы чрезмерной централизации Интернета в нескольких «больших технологических» компаниях. Некоторые высказывали мнение, что Web3 может улучшить безопасность данных, масштабируемость и конфиденциальность сверх того, что в настоящее время возможно с платформами Веб 2.0. Bloomberg утверждает, что скептики говорят, что идея «далека от доказательства её использования за пределами нишевых приложений, многие из которых — инструменты, предназначенные для криптотрейдеров». The New York Times сообщила, что несколько инвесторов ставят 27 миллиардов долларов на то, что Web3 — «это будущее интернета».